# Gaetano Greco
Gaetano Greco (ur. około 1657 w Neapolu, zm. około 1728 tamże) – włoski kompozytor.

## Życiorys
Pochodził z rodziny muzyków. Studiował w Conservatorio dei Poveri di Gesù w Neapolu, gdzie jego nauczycielami byli Gennaro Ursino (kompozycja) i Francesco Mirabella (skrzypce). Od 1678 roku sam wykładał w tym konserwatorium grę na skrzypcach, w latach 1695–1706 i 1710–1728 pełnił ponadto funkcję jego kapelmistrza. Od 1704 do 1720 roku był ponadto miejskim kapelmistrzem miasta Neapolu. Do grona jego uczniów należeli Domenico Scarlatti, Nicola Porpora, Giuseppe Porsile i Leonardo Vinci. Był może jego uczniem był także Giovanni Battista Pergolesi.
Tworzył przede wszystkim muzykę na instrumenty klawiszowe. Jego muzyka nosi cechy zbliżone do twórczości Alessandro Scarlattiego, podobnie jak on pisał toccaty rozczłonkowane na zróżnicowane odcinki, cechujące się zagęszczoną ruchliwością rytmiczną, figuracyjnymi przebiegami i chromatyką. Twórczość Greco była aż do XX wieku wykorzystywana w nauczaniu muzyki.